# Jakub Stolarczyk
Jakub Stolarczyk (Kielce, Polonia, 19 de diciembre del 2000) es un futbolista profesional polaco que juega como portero en el Leicester City F. C. de la EFL Championship.

## Trayectoria
Stolarczyk comenzó su carrera en el Piast Chęciny de Polonia. En 2017, se unió a la academia juvenil del Leicester City de la Premier League. El 31 de enero de 2022, Stolarczyk fue cedido al club escocés de segunda división Dunfermline Athletic. Cinco días después, hizo su debut profesional con el club en un empate 1-1 contra el Ayr United en el Scottish Championship donde fue elogiado por el entrenador del club John Hughes y la afición al haber tenido una actuación "sensacional". El 15 de agosto de 2022, Stolarczyk firmó un nuevo contrato y fue cedido por una temporada al club Fleetwood Town de la EFL League One. El 23 de agosto de 2022, hizo su debut con Fleetwood Town en la derrota por 1-0 ante el Everton de la Premier League en la segunda ronda de la Copa de la Liga. Tuvo 3 apariciones en la FA Cup, desempeñando un papel fundamental en el camino hacia la primera eliminatoria de “Cuarta Ronda” del club. Sin embargo, como nunca apareció en ningún partido de liga, el Leicester lo retiró de su préstamo el 13 de enero de 2023. El 23 de enero se incorporó al Hartlepool United F. C. de la EFL League Two en calidad de préstamo hasta el final de la temporada. El 4 de febrero, fue elegido en lugar del también portero Ben Killip e hizo su debut en el club con el Hartlepool en una victoria a domicilio por 1-0 sobre el Doncaster Rovers F. C. de la League Two. Terminado el préstamo regreso al Leicester donde se afirmaría como suplente de Hermansen. El 9 de agosto de 2023, Stolarczyk hizo su debut oficial con el Leicester City en una victoria a domicilio por 2-0 contra Burton Albion F. C. en la primera ronda de la Copa de la Liga. Tres días después del encuentro, Stolarczyk hizo su debut en el Championship en la victoria del Leicester por 1-0 contra Huddersfield Town F. C. teniendo un buen desempeño en ambos partidos.

## Estadísticas

### Clubes
Actualizado al último partido disputado el 29 de diciembre de 2024.
| Club                               | Div.          | Temporada     | Liga  | Liga  | Copas nacionales | Copas nacionales | Copas internacionales | Copas internacionales | Total | Total |
| Club                               | Div.          | Temporada     | Part. | Goles | Part.            | Goles            | Part.                 | Goles                 | Part. | Goles |
| ---------------------------------- | ------------- | ------------- | ----- | ----- | ---------------- | ---------------- | --------------------- | --------------------- | ----- | ----- |
| Leicester City F. C. Inglaterra    |               |               |       |       |                  |                  |                       |                       |       |       |
| 1.ª                                | 2020-21       | —             | —     | —     | —                | 0                | 0                     | 0                     | 0     |       |
| 1.ª                                | 2021-22       | —             | —     | 0     | 0                | 0                | 0                     | 0                     | 0     |       |
| 2.ª                                | 2023-24       | 2             | 0     | 7     | 0                | —                | —                     | 9                     | 0     |       |
| 1.ª                                | 2024-25       | 2             | 0     | —     | —                | —                | —                     | 2                     | 0     |       |
| Total club                         | Total club    | 4             | 0     | 7     | 0                | 0                | 0                     | 11                    | 0     |       |
| Dunfermline Athletic F. C. Escocia |               |               |       |       |                  |                  |                       |                       |       |       |
| 2.ª                                | 2021-22       | 11            | 0     | —     | —                | —                | —                     | 11                    | 0     |       |
| Total club                         | Total club    | 11            | 0     | 0     | 0                | 0                | 0                     | 11                    | 0     |       |
| Fleetwood Town F. C. Inglaterra    | 3.ª           | 2022-23       | 0     | 0     | 7                | 0                | —                     | —                     | 7     | 0     |
| Total club                         | Total club    | 0             | 0     | 7     | 0                | 0                | 0                     | 7                     | 0     |       |
| Hartlepool United F. C. Inglaterra | 4.ª           | 2022-23       | 17    | 0     | —                | —                | —                     | —                     | 17    | 0     |
| Hartlepool United F. C. Inglaterra | Total club    | Total club    | 17    | 0     | 0                | 0                | 0                     | 0                     | 17    | 0     |
| Total carrera                      | Total carrera | Total carrera | 32    | 0     | 14               | 0                | 0                     | 0                     | 46    | 0     |

## Palmarés

### Campeonatos nacionales
| Título           | Equipo               | País       | Año  |
| ---------------- | -------------------- | ---------- | ---- |
| EFL Championship | Leicester City F. C. | Inglaterra | 2024 |